# 酒井良 (自衛官)
酒井 良（さかい りょう、1962年〈昭和37年〉12月16日 - ）は、日本の海上自衛官。第35代海上幕僚長。

## 略歴
滋賀県出身。防衛大学校（第31期）を卒業後、海上自衛隊に入隊。
入隊後は主に護衛艦や海上幕僚監部等で勤務した。第7護衛隊司令在任中にはインド洋方面派遣海上補給支援部隊の最後の派遣部隊となる第7次隊の指揮官を務めた。その後は、海幕教育課長、第1護衛隊群司令、海幕防衛部長、大湊地方総監、呉地方総監等の要職を歴任し、横須賀地方総監を経て、2022年（令和4年）3月11日の閣議において、3月30日付をもって海上幕僚長に任命する旨の人事が了承・発令された。勤務方針は「精強・即応」、「持続力」及び「スピード感」。
2024年（令和6年）7月12日、特定秘密の不適切な取り扱いなどが相次いで発覚した問題により、指揮監督が不十分だったとして減給1カ月（30分の1）の懲戒処分を受け、同日の閣議において7月19日付での退職が承認された。

## 年譜

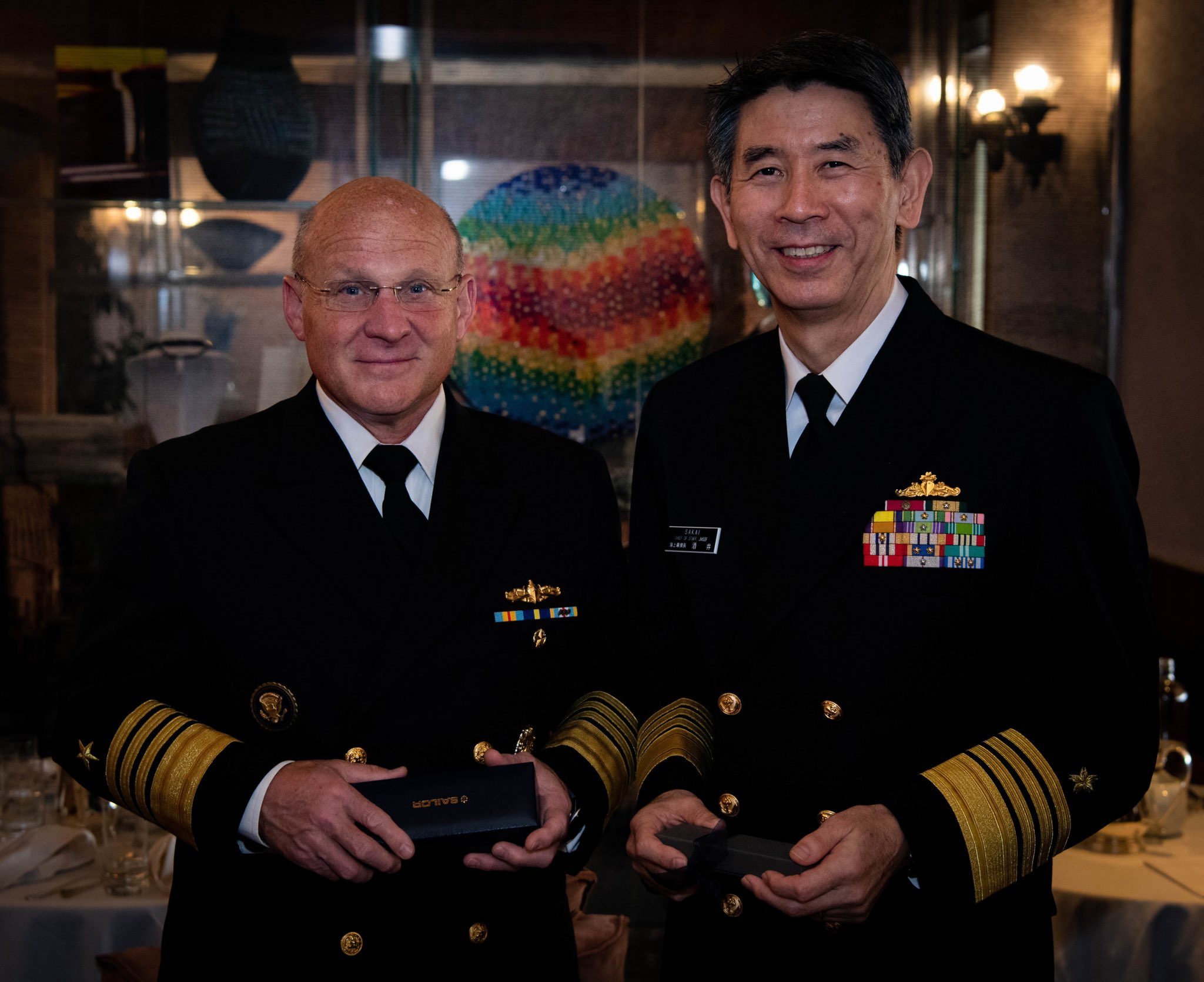
米海軍作戦部長マイケル・M・ギルデイ大将（左）と酒井海幕長

- 1987年（昭和62年）3月：防衛大学校第31期（管理学）卒業、海上自衛隊入隊
- 2001年（平成13年）7月：2等海佐
- 2004年（平成16年）8月：護衛艦「しらゆき」艦長
- 2005年（平成17年）8月：海上幕僚監部防衛部防衛課勤務
- 2006年（平成18年）1月：1等海佐
- 2007年（平成19年）10月：海上幕僚監部防衛部防衛課業務計画班長 兼 海上自衛隊幹部学校勤務
- 2008年（平成20年）8月：海上幕僚監部防衛部防衛課防衛班長 兼 幹部学校勤務
- 2009年（平成21年）8月3日：第7護衛隊司令
- 2010年（平成22年）7月26日：海上幕僚監部人事教育部教育課長
- 2012年（平成24年）7月26日：海将補に昇任、第1護衛隊群司令
- 2014年（平成26年）8月5日：護衛艦隊司令部幕僚長
- 2016年（平成28年）7月1日：海上幕僚監部防衛部長
- 2018年（平成30年）8月1日：海将に昇任、第47代 大湊地方総監に就任
- 2019年（令和元年）12月20日：第45代 呉地方総監に就任
- 2020年（令和02年）12月22日：第48代 横須賀地方総監に就任
- 2022年（令和04年）3月30日：第35代 海上幕僚長に就任
- 2024年（令和06年）
  - 3月28日：フランス政府よりレジオンドヌール勲章オフィシエを受章[7]
  - 7月19日：退職[8]
- 2025年（令和07年）1月13日：米海軍大学院（Naval Postgraduate School）国際フェローに就任[9]

## 栄典
- レジオンドヌール勲章オフィシエ -  2024年（令和6年）3月28日